# Поселення «Соколовка»
Поселення «Соколовка» знаходиться на лівому березі Кресівського водосховища, що на ріці Саксагань, на відстані 0,23 км на північ від греблі, у Покровському районі м. Кривого Рогу.

## Передісторія
Поселення було виявлено у 1983 р. археологом О. О. Мельником. Відноситься до епохи бронзи.

## Пам'ятка
Місце знаходження пам'ятки заросло очеретом, деревами і травою. Зі східного боку сліди перекопів під городи і планувальних робіт. Огорожа і інформаційна табличка відсутні.